# Tibelloides
Genre
Tibelloides est un genre d'araignées aranéomorphes de la famille des Philodromidae.

## Distribution
Les espèces de ce genre se rencontrent en Amérique du Sud.

## Liste des espèces
Selon World Spider Catalog (version 25.5, 09/09/2024) :
- Tibelloides bryantae (Gertsch, 1933)
- Tibelloides castelo do Prado, Pantoja & Baptista, 2024
- Tibelloides juatuba do Prado, Pantoja & Baptista, 2024
- Tibelloides paraguensis (Gertsch, 1933)
- Tibelloides punctulatus (Taczanowski, 1872)
- Tibelloides taquarae (Keyserling, 1891)

## Systématique et taxinomie
Ce genre a été décrit par Mello-Leitão en 1939 dans les Thomisidae. Il est placé en synonymie avec Tibellus par Mello-Leitão en 1945. Il est relevé de synonymie par Prado, Baptista, Schinelli et Takiya en 2022.

## Publication originale
- Mello-Leitão, 1939 : « Araignées américaines du Musée d'histoire naturelle de Bâle. » Revue Suisse de Zoologie, vol. 46, p. 43-93 (texte intégral).